# Januar 1999
Portal Geschichte | Portal Biografien | Aktuelle Ereignisse | Jahreskalender | Tagesartikel

◄ |
19. Jahrhundert |
20. Jahrhundert
| 21. Jahrhundert

◄ |
1960er |
1970er |
1980er |
1990er
| 2000er | 2010er | 2020er | ►

◄ |
1995 |
1996 |
1997 |
1998 |
1999
| 2000 | 2001 | 2002 | 2003 | ►

◄ |
Oktober 1998 |
November 1998 |
Dezember 1998 |
Januar 1999 |
Februar 1999 |
März 1999 |
April 1999 |
►
Dieser Artikel behandelt tagesbezogene Nachrichten und Ereignisse im Januar 1999.

## Tagesgeschehen

### Freitag, 1. Januar 1999

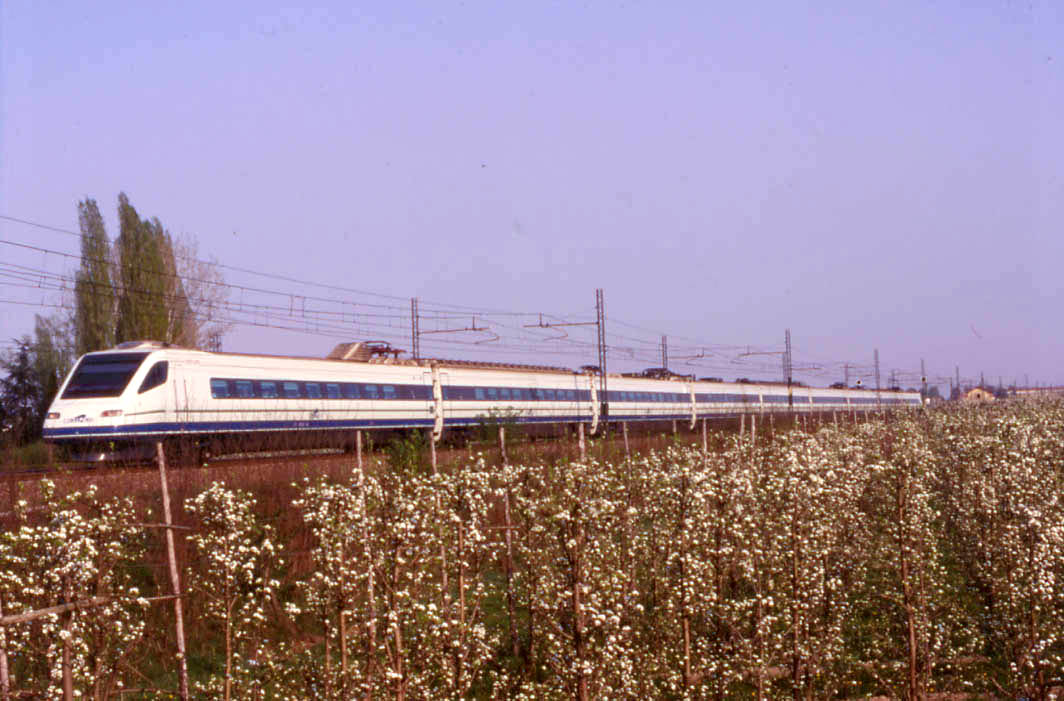
Cisalpino der SBB

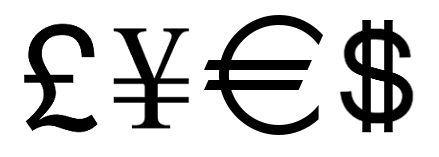
Globale Leitwährungen: der Euro ersetzt den ECU

- Bern/Schweiz: Die SP-Politikerin Ruth Dreifuss tritt ihr Amt als Bundespräsidentin an.[1]
- Bern/Schweiz: Die Schweizerischen Bundesbahnen werden in eine Aktiengesellschaft öffentlichen Rechts umgewandelt. Der Bund hält 100 % der Aktien.[2]
- Bonn/Deutschland: Die Bundesrepublik übernimmt von Österreich den Vorsitz im Rat der Europäischen Union. Das Amt des Regierungschefs der EG erhält Gerhard Schröder.[3]
- Frankfurt am Main/Deutschland: Die Dritte Stufe der Europäischen Wirtschafts- und Währungsunion mit dem Euro als Buchgeld tritt in elf von 15 EU-Mitgliedstaaten in Kraft. Die Geldhoheit geht von den nationalen Zentralbanken über auf die Europäische Zentralbank (EZB). Die Wechselkurse der nationalen Währungen zum Euro wurden im Dezember 1998 auf Grundlage der Währungseinheit ECU fixiert. Für Januar 2002 ist die Ausgabe des Euro-Bargelds geplant.[4]
- New York/Vereinigte Staaten: Argentinien, Kanada, Malaysia, Namibia und die Niederlande werden neue nichtständige Mitglieder im Sicherheitsrat der Vereinten Nationen.[5]
- Sèvres/Frankreich: Das Internationale Büro für Maß und Gewicht fügt um 0.59 Uhr und 59 s Mitteleuropäischer Zeit eine Schaltsekunde in die Koordinierte Weltzeit (UTC) ein. Störende Einflüsse auf Erdbahn und -rotation ohne UTC-Korrektur hätten zur Folge, dass sich die Erde nach 90 Jahren erst mit 60 s Verzögerung an der Stelle einer kompletten jährlichen Sonnenumrundung befände.[6]
- Warschau/Polen: Im Rahmen einer Verwaltungsreform wird die Anzahl Woiwodschaften von 49 auf 16 reduziert.[7]

### Samstag, 2. Januar 1999
- Vitoria-Gasteiz/Spanien: Juan José Ibarretxe wird Ministerpräsident der Autonomen Gemeinschaft Baskenland.

### Mittwoch, 6. Januar 1999
- Bischofshofen/Österreich: Janne Ahonen aus Finnland gewinnt vor Noriaki Kasai aus Japan die 47. Vierschanzentournee.[8]

### Donnerstag, 7. Januar 1999

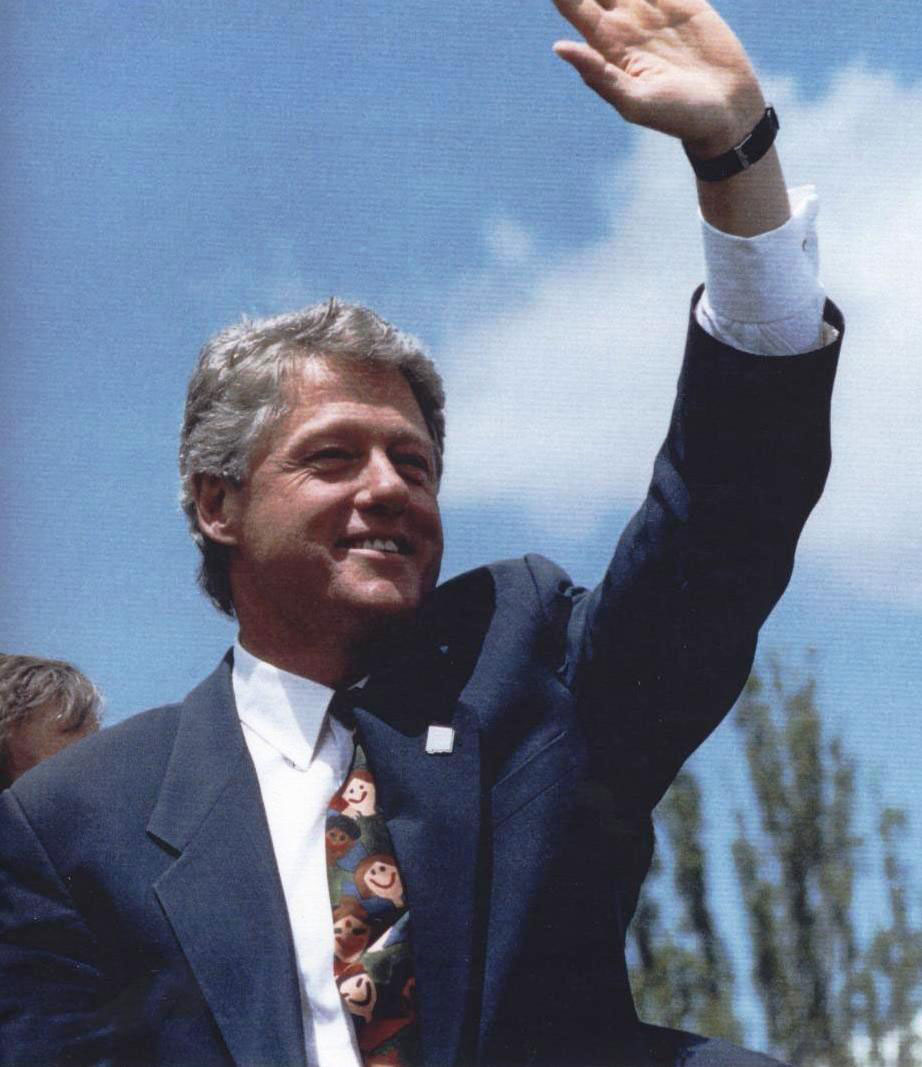
Bill Clinton

- Jakarta/Indonesien: Bei schweren Regenfällen und Erdrutschen kommen über 100 Menschen ums Leben.
- Ninawa/Irak: Im Zuge der Operation Northern Watch zur Durchsetzung einer Flugverbotszone im Irak zerstört eine US-amerikanische F-16C/J mit einer HARM-Rakete nahe Mossul ein irakisches Flugabwehrraketensystem vom Typ Roland.
- Washington, D.C./Vereinigte Staaten: Vor dem Senat beginnt das Amtsenthebungsverfahren gegen US-Präsident Bill Clinton. Er ist wegen Meineids und Behinderung der Justiz im Zuge der Lewinsky-Affäre angeklagt.[9]

### Freitag, 8. Januar 1999
- Burbank/Vereinigte Staaten: Das Medienunternehmen Disney ruft 3,4 Millionen Kopien der Video-Home-System-Version des Zeichentrickfilms Bernard und Bianca – Die Mäusepolizei zurück, nachdem es erfuhr, dass zwei Hintergrundbilder bei der Postproduktion um das Bild einer nackten Frau ergänzt wurden.[10]

### Samstag, 9. Januar 1999
- Chemnitz/Deutschland: Stefanie Hertel gewinnt die Krone der Volksmusik. Marianne und Michael erhalten die Jubiläums-Krone für ihr 25-jähriges Bühnenjubiläum.

### Sonntag, 10. Januar 1999
- Astana/Kasachstan: Bei der Präsidentschaftswahl setzt sich der Amtsinhaber Nursultan Nasarbajew mit über 80 % der Stimmen gegen drei Mitbewerber durch. Die Organisation für Sicherheit und Zusammenarbeit in Europa (OSZE) stellt verschiedene demokratische Defizite bei der Wahl fest.

### Montag, 11. Januar 1999
- Ankara/Türkei: Nach dem Bruch der Regierungskoalition aus Mutterlandspartei, Demokratischer Linkspartei (DSP) sowie der Partei der demokratischen Gesellschaft im November 1998 wird der bisher stellvertretende Ministerpräsident der Türkei Bülent Ecevit (DSP) als neuer Regierungschef vereidigt. Er war in den 1970er Jahren schon dreimal Ministerpräsident des Landes, damals noch als Mitglied der Republikanischen Volkspartei.[11]
- Buckinghamshire/Vereinigtes Königreich: Die Dreharbeiten zum Spielfilm James Bond 007 – Die Welt ist nicht genug beginnen. Zum ersten Mal seit 1987 finden sie wieder in den Pinewood Studios statt.[12]
- Düsseldorf/Deutschland: Aktivisten und Betreute des Wanderkirchenasyls besetzen die Zentrale der Partei Bündnis 90/Die Grünen Nordrhein-Westfalen und beginnen einen Hungerstreik. Die meisten Teilnehmer sind ausreisepflichtige Kurden aus der Türkei, die eine Neuprüfung ihres Rechts auf Asyl verlangen.[13]

### Dienstag, 12. Januar 1999
- Hamburg/Deutschland: Europas erste Wasserstofftankstelle wird in Betrieb genommen. Dafür schlossen sich zwölf städtische und private Unternehmen zur „Hamburger Wasserstoff-Agentur“ zusammen.[14]
- New York/Vereinigte Staaten: Der Sicherheitsrat der Vereinten Nationen fordert die Führung der angolanischen Widerstandskämpfer UNITA auf, sich an der Suche nach Überlebenden der Flugzeugabstürze am 26. Dezember 1998 und am 2. Januar in Angola zu beteiligen. UNITA-Einheiten schossen die beiden von den Vereinten Nationen gecharterten Flugzeuge ab.[15]

### Donnerstag, 14. Januar 1999
- Tokio/Japan: Premierminister Keizō Obuchi bildet das Kabinett um.

### Freitag, 15. Januar 1999
- Brasília/Brasilien: Die Zentralbank gibt den Wechselkurs des Real wieder frei.

### Samstag, 16. Januar 1999

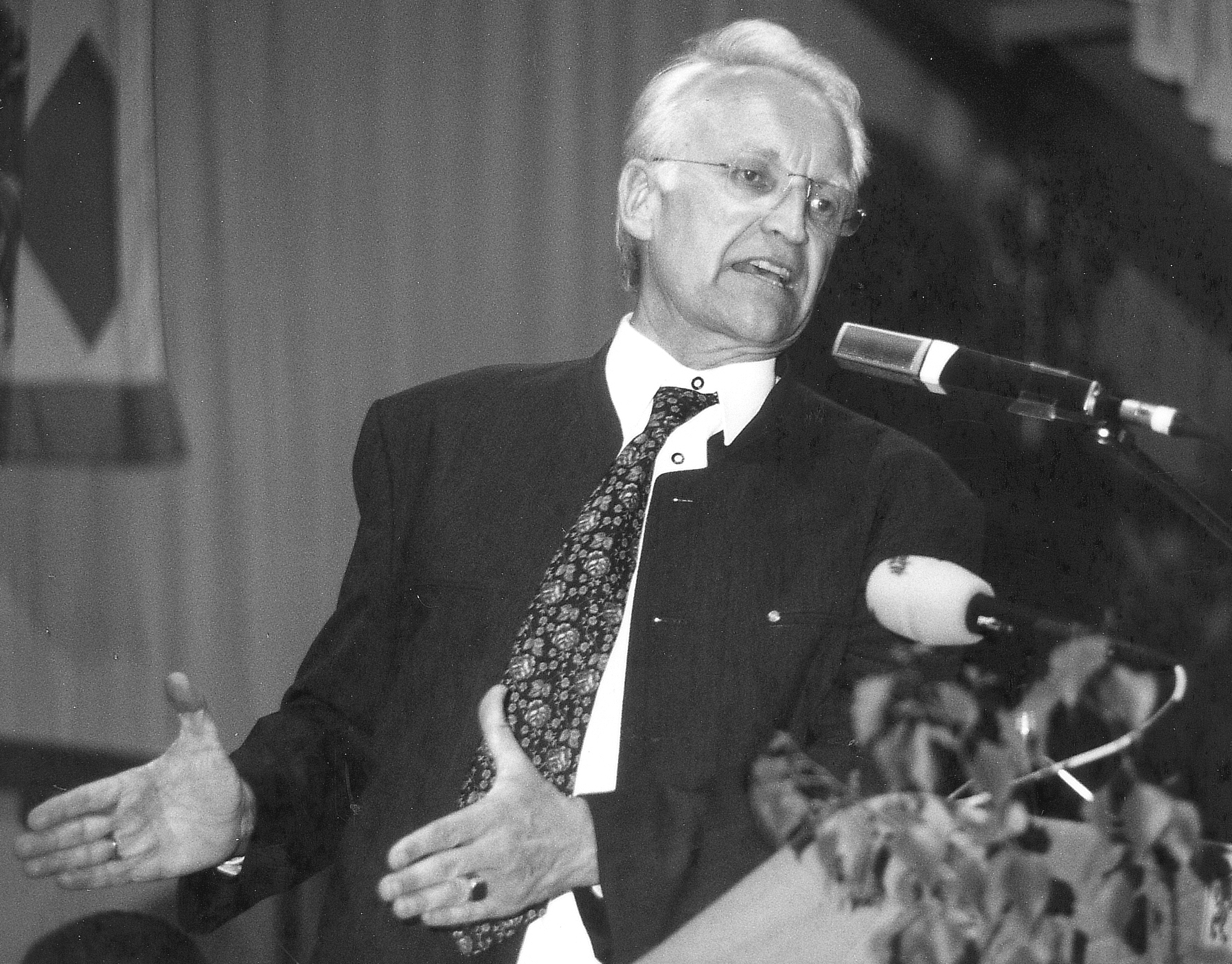
Edmund Stoiber

- München/Deutschland: Die Delegierten des Parteitags der Christlich-Sozialen Union in Bayern wählen Edmund Stoiber zum Nachfolger Theo Waigels im Amt des Parteivorsitzenden.[16]
- Račak/Jugoslawien: Im Krieg zwischen Serben und Kosovo-Albanern werden binnen zwei Tagen mindestens 40 Leichen ethnischer Albaner entdeckt, die vom Massaker von Račak im Kosovo durch jugoslawische Sicherheitskräfte zeugen.[17]

### Montag, 18. Januar 1999
- Harare/Simbabwe: Canaan Banana, der erste Präsident des Landes, wird nach seiner Rückkehr zu zehn Jahren Haft verurteilt und vom Priesteramt enthoben.
- Rom/Italien: Rai Tre strahlt die Kindersendung Melevisione erstmals aus.
- Shangqiu/China: Hu Wanlin, ein illegal praktizierender Arzt und Heilpraktiker, wird unter dem Verdacht festgenommen, den Tod von rund 150 Menschen verursacht zu haben. Die Anklage lautet nicht auf Mord, sondern nur auf unberechtigtes Ausüben des Arztberufs.

### Dienstag, 19. Januar 1999
- Kassel/Deutschland: Das Bundesarbeitsgericht stellt in einem Grundsatzurteil klar, dass Arbeitgeber ihren Angestellten das Rauchen am Arbeitsplatz verbieten dürfen.[18]

### Donnerstag, 21. Januar 1999
- London/Vereinigtes Königreich: Der Nachrichtendienst Security Service veröffentlicht Akten, nach denen die niederländische Tänzerin Mata Hari im Ersten Weltkrieg offenbar keine wesentlichen Geheimnisse an das Deutsche Reich verraten hat.

### Samstag, 23. Januar 1999
- Arusha/Tansania: Die Teilnehmer des Gipfeltreffens der ostafrikanischen Staatschefs vereinbaren, die von den Nachbarstaaten verhängten Wirtschaftssanktionen gegen Burundi auszusetzen.

### Sonntag, 24. Januar 1999
- Louisville/Vereinigte Staaten: Ärzte der University of Louisville, des Kleinert, Kutz and Associates Hand Care Centers und des Jewish Hospitals & St. Mary’s HealthCares gelingt die erste Handtransplantation der Medizingeschichte.
- Marignane/Frankreich: Die Mitglieder des Gründungsparteitags der rechtsextremen Partei Mouvement national républicain, einer Abspaltung des von Jean-Marie Le Pen geführten Fronts National, wählen Bruno Mégret zu ihrem Parteichef.[19]

### Montag, 25. Januar 1999

Flagge der Kaimaninseln

- Amman/Jordanien: Mit einem von König Hussein lange geplanten, für die breite Öffentlichkeit allerdings überraschenden Dekret wird dessen Sohn Abdullah II. bin al-Hussein zum Thronfolger ernannt. Zuvor besetzte  Hassan ibn Talal, der Bruder des Königs, 34 Jahre lang die Position des Thronfolgers.[20]
- Armenia/Kolumbien: Ein Erdbeben der Stärke 6,2 Mw fordert rund 2.000 Menschenleben.[21]
- Helsinki/Finnland: Der Fernsehsender MTV3 startet die Ausstrahlung der Seifenoper Salatut elämät (deutsch Geheime Leben).[22]

### Donnerstag, 28. Januar 1999
- Dearborn/Vereinigte Staaten: Die Ford Motor Company erwirbt die Pkw-Sparte des schwedischen Automobilherstellers Volvo. Der Kaufpreis beträgt 6,45 Milliarden US-Dollar. Kartellbehörden und Volvo-Aktionäre müssen noch zustimmen.[23]

### Sonntag, 31. Januar 1999
- Miami Gardens/Vereinigte Staaten: Der Super Bowl XXXIII im American Football zwischen den Denver Broncos und den Atlanta Falcons endet 34:19.[24]
- Die Erstausstrahlung von Family Guy in den USA findet auf FOX statt.

## Weblinks

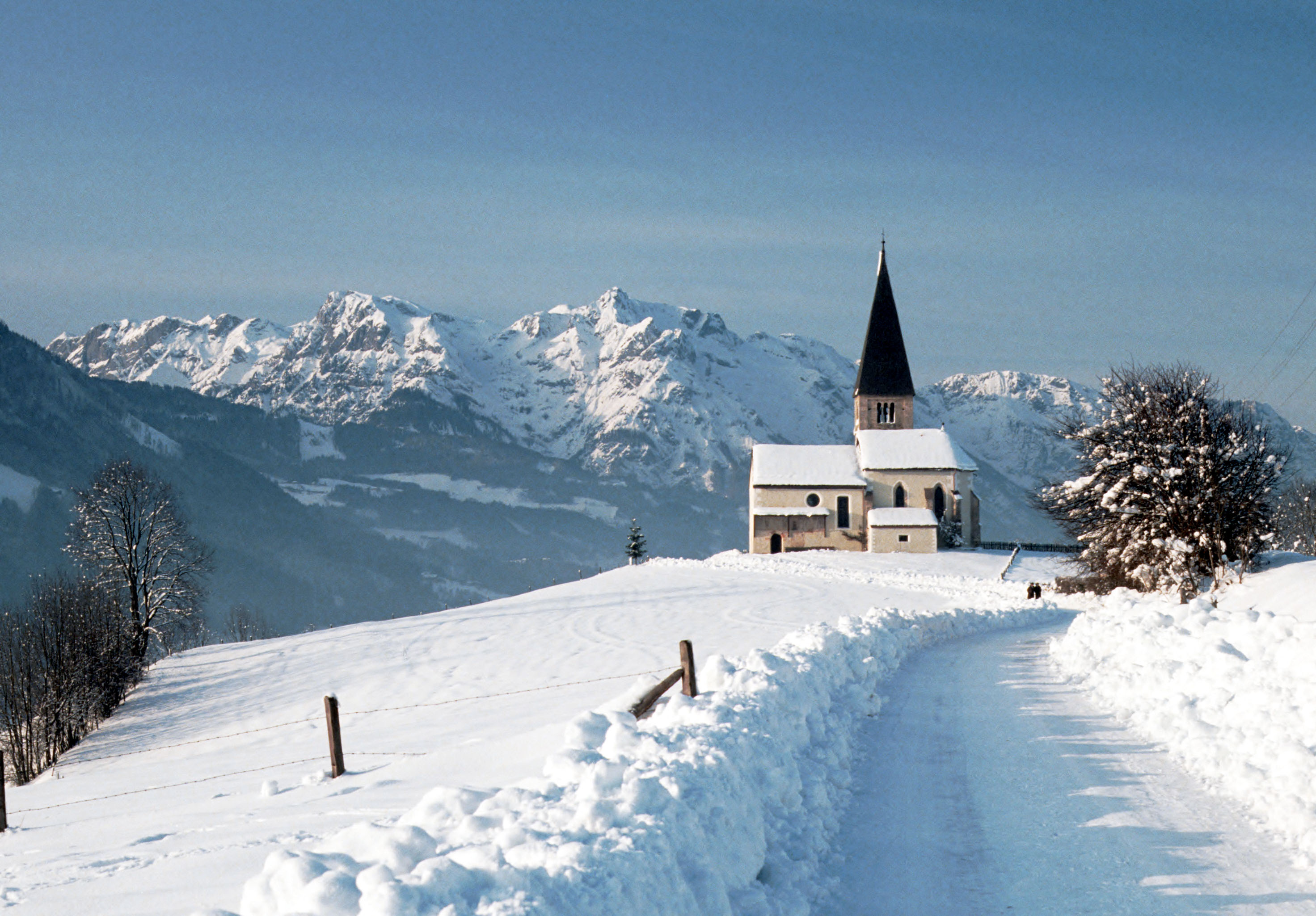
Land Salzburg im Januar 1999